# Nederlek
Nederlek és un antic municipi de la província d'Holanda del Sud, al sud dels Països Baixos. L'1 de gener del 2009 tenia 14.140 habitants repartits sobre una superfície de 31,44 km² (dels quals 3,62 km² corresponen a aigua). Limitava al nord amb Krimpen aan den IJssel, Ouderkerk i Bergambacht, a l'est amb Liesveld i al sud amb Ridderkerk i Nieuw-Lekkerland.
L'1 de gener de 2015 es va fusionar amb Ouderkerk, Bergambacht, Vlist i Schoonhoven, creant el nou municipi de Krimpenerwaard.

## Centres de població
Krimpen aan de Lek i Lekkerkerk.

## Ajuntament
- PvdA 5 regidors
- VVD 3 regidors
- CDA 3 regidors
- Werkgroep84, 2 regidors
- SGP 2 regidors